# Імітація дійсності
Іміта́ція ді́йсності — гіпотеза про те, що реальність може бути змодельована — наприклад, за допомогою цифрового моделювання — настільки, що не відрізнятиметься від «істинної» реальності, яка насправді може й сама бути імітацією. Така імітація може містити свідомі розуми, котрі можуть або не можуть в повній мірі усвідомлювати, що вони живуть усередині імітації.
Ця ідея докорінно відрізняється від наявної, технологічно досяжної концепції віртуальної реальності. Віртуальну реальність легко відрізнити від дійсності: у ній учасники ніколи не сумніваються в походженні своїх відчуттів. Імітацію реальності, навпаки, було б важко або неможливо відокремити від «істинної» реальності.
Відбувалося багато суперечок щодо цієї теми, починаючи з філософського дискурсу і закінчуючи практичним застосування у сфері обчислювальної техніки.

## Типи моделювання

### Нейрокомп'ютерний інтерфейс
У моделюванні нейрокомп'ютерного інтерфейсу кожний учасник входить ззовні, напряму під'єднуючи свій мозок до комп'ютера, який створює симуляцію. Комп'ютер зчитує сенсорні дані учасників, розшифровує їх та діє у відповідь; таким чином, вони взаємодіють зі змодельованим світом та отримують від нього певний відгук. За допомогою великої кількості способів учасника можна змусити забути, тимчасово чи інакше, що він перебуває всередині віртуального світу (наприклад, «Проходження через вуаль», термін, запозичений із християнської релігії, який описує перехід душі від земного тіла в потойбічний світ). Перебуваючи всередині симуляції, свідомість учасника представлена у вигляді аватара, який може виглядати зовсім не так, як у дійсності виглядає учасник.

### Віртуальні люди
У цій концепції кожен мешканець є «уродженцем» модельованого світу. Вони не мають «реального» тіла в зовнішній реальності фізичного світу. Замість цього кожен із них повністю змодельована особа, що володіє відповідним рівнем свідомості, який реалізується за допомогою власної логіки симуляції (тобто з використанням власної фізики). Як такі, вони можуть бути завантажені з однієї симуляції до іншої, або навіть заархівовані й відроджені пізніше. Можливо також, що змодельована особа може бути переміщена із симуляції повністю за допомогою завантаження свідомості до штучного тіла.

## Обґрунтування

### Обґрунтування симуляцій
Гіпотеза симуляції була вперше опублікована Гансом Моравеком. Філософ Нік Бостром вважає, що принаймні одне з наступних тверджень є достатньо імовірним, щоб бути правдою:
1. Людська цивілізація навряд чи досягне рівня технологічної зрілості, необхідного для створення імітацій реальності, або такі симуляції фізично неможливо побудувати.
2. Подібна цивілізація, що досягла вищеописаного технологічного розвитку, швидше за все, не стала б створювати значної кількості віртуальних реальностей із цілої низки причин, як-от відволікання обчислювальних потужностей для виконання інших завдань, з етичних міркувань через утримання осіб у полоні віртуальних світів тощо.
3. Певна особистість із базовим загальним набором людського досвіду майже напевне живе у віртуальному світі.
Говорячи детальніше, Бостром намагається довести тристоронню диз'юнкцію, де принаймні одне з положень є істинним. Його аргументація ґрунтується на припущенні, що, за умови наявності достатньо розвинених технологій, можна представити населену поверхню Землі, не вдаючись до квантового моделювання; що кваліа, отримане за допомогою моделювання свідомості дуже близьке або еквівалентне до набутої природним шляхом людської свідомості, і що один або кілька додаткових рівнів реальності всередині основної віртуальної реальності можна було б створити, застосувавши для цього лише трохи більше обчислювальних ресурсів в реальному світі.
Якщо припустити, що люди не будуть знищені або не знищать себе, перш ніж розроблять такі технології; і якщо припустити, що нащадки людей не матимуть значних правових обмежень і докорів сумління з питання моделювання біосфери, то було б нерозумно розраховувати, що людські нащадки залишаться серед невеликої меншості справжніх організмів, чия кількість, рано чи пізно буде значно меншою за кількість штучних організмів.
З точки зору епістемології, було б не зовсім неможливо дізнатися, чи живемо ми в симуляції. Наприклад, Бостром припускає, що могло б з'являтися спливаюче вікно на кшталт: «Ви живете у віртуальному світі. Натисніть тут для отримання додаткової інформації». Проте недоліки змодельованого світу могло б бути складно виявити для «уродженців» цього світу, і в цілях автентичності, навіть програмно змодельоване значне відкриття могло б бути програмно видалене.

### Відносність реальності
Що стосується питання про те, у якій реальності ми живемо — віртуальній реальності чи «істинній», — відповідь може полягати в тому, що між ними немає різниці в принципі. У пам'ятній статті, присвяченій «Всесвітньому року фізики 2005», фізик Бен-Гуан Ма запропонував теорію «відносності реальності». Це поняття з'являється в античній філософії Чжуан-цзи («Сон метелика») і в аналітичній психології. Без спеціальних знань про навколишній світ, ніхто не може сказати з абсолютною скептичною упевненістю, що він перебуває в «реальності».

### Обчислювальна теорія свідомості
Обчислювальна теорія свідомості — це теорія про те, що пізнання — це різновид обчислень. Ця теорія має відношення до гіпотези симуляції, оскільки вона показує, як віртуальна модель може містити свідомі суб'єкти, відповідно до вимог моделі «Віртуальні люди». Наприклад, відомо, що фізичні системи можна змоделювати з певним ступенем точності. Якби виявилося, що обчислювальна теорія свідомості є правильною і що не існує проблеми генерації штучної свідомості або пізнання, це підтвердило б теоретичну можливість створення віртуальної реальності. Однак взаємозв'язок між пізнанням і феноменальним кваліа свідомості залишається спірним. Цілком можливо, що свідомість потребує живої матеріальної основи, яку комп'ютер не здатен забезпечити, і що змодельовані люди, хоч і поводитимуться належним чином, будуть філософськими зомбі. Це підірвало б обґрунтування симуляцій Ніка Бострома; ми не можемо бути істотами зі змодельованою свідомістю, якщо свідомість, як ми її розуміємо, не може бути змодельована. Проте, скептична гіпотеза залишається незмінною, ми все ще можемо бути мізками у колбі, що існують як свідомі істоти всередині змодельованого оточення, навіть якщо свідомість і не може бути змодельована.
Деякі теоретики стверджують, що, якщо твердження «свідомість-це-обчислення», обчислювальна теорія свідомості та математичний реалізм (або радикальний математичний платонізм) вірні, то свідомість — це певні обчислення, які в принципі є платформо-незалежними, а отже допускають моделювання. Цей аргумент свідчить, що гіпотеза математичного всесвіту міститиме всі алгоритми, у тому числі і ті, котрі реалізують свідомість. Ханс Моравек досліджував гіпотезу моделювання та навів аргументи на користь різновиду математичного платонізму, відповідно до якого кожний об'єкт (включаючи, наприклад, камінь) можна розглядати як реалізацію всіх можливих обчислень.

### Теорія сну
Сон може розглядатися як різновид симуляції, здатної обдурити того, хто спить. Як результат, не можна зовсім забути про теорію сну, хоча, відмічають, що здоровий глузд та міркування відносно правила простоти свідчать проти неї. Одним з перших філософів котрий зацікавився питанням відмінності між реальністю та сном був Чжуан-цзи, китайський філософ 4-го століття до н. е. Він сформулював проблему, відому як «Сон метелика», котра звучала таким чином:
Одного разу Чжуан-цзи наснилося, що він метелик, задоволений самим собою і тим, що він робить. Він не знав, що він був Чжуан-цзи. Раптом він прокинувся і там він був, абсолютно точно та безпомилково, Чжуан-цзи. Але він не знав, чи був він Чжуан-цзи котрому наснилося, що він метелик, чи метеликом, котрому наснилося, що він був Чжуан-цзи. Але між Чжуан-цзи і метеликом повинна бути деяка відмінність! Це називається Перетворенням Речей. (2, Тр. Бертон Вотсон 1968:49) 
Філософське підґрунтя цієї теорії запропонував Декарт, котрий був одним з перших західних філософів, що розглядали це питання. У Роздумах про першу філософію, він заявляє, що «… не існує жодних точних ознак, за якими ми можемо чітко відрізнити неспання від сну», та переходить до висновку, що «Цілком можливо, що я сплю прямо зараз, і що всі мої відчуття є помилковими».
Девід Чалмерс обговорює гіпотезу сну, і зазначає, що вона може приймати дві різні форми:
- що він зараз спить, і в цьому випадку більшість його уявлень про світ невірні;
- що він завжди спав, і в цьому випадку об'єкти, котрі він сприймає, дійсно існують, хоча і в його уяві.

Інший стан розуму, в котрому деякі твердження, чи відчуття індивіда не мають фізичного обґрунтування в реальному світі називається психозом, хоча психоз може і мати фізичне обґрунтування в реальному світі та пояснюватись різними причинами.

### Обчислюваність фізики
Вирішальним спростування будь-яких сумнівів стосовно того, чи є наша реальність комп'ютерною моделлю, буде відкриття деяких необчислюваних фізичних явищ, оскільки якщо реальність «робить» щось, що жоден комп'ютер не здатен зробити, то вона не може бути віртуальною моделлю. (Обчислюваний зазвичай означає обчислюваність машиною Тюрінга.) У дійсності всі відомі фізичні явища визнано обчислюваними. Відомі фізичні закони (зокрема, закони квантової механіки) дуже сильно переплітаються з істотними числами та континуумами, і Всесвіт, здається, у змозі знаходити їх значення на поступово, крок за кроком. Як висловився Річард Фейнман:

«Мене завжди турбувало, що, щоб з'ясувати, що відбувається на навіть дуже малій ділянці простору і часу з точки зору законів (фізики), як ми розуміємо їх сьогодні, обчислювальній машині довелося б здійснити нескінченне число логічних операцій. Як все відбувається в цьому крихітному просторі? Чому необхідна нескінченна кількість логічних операцій, щоб з'ясувати, що один маленький шматочок простору/часу збирається робити? Тому я також розробив гіпотезу, що в кінцевому рахунку фізичні закони не потребують математичного вираження, що врешті-решт механіку цих процесів буде розкрито, і закони (фізики) виявляться простими».

На заперечення можна сказати, що моделювання необов'язково повинне працювати в режимі «реального часу». Хоча таке заперечення не враховує важливий момент: проблема радше у виконанні нескінченної кількості обчислювальних кроків в скінченну одиницю часу.
Зверніть увагу, що всі ці заперечення стосуються ідеї саме точної симуляції. Оскільки звичайні комп'ютерні моделі, використовувані фізиками, завжди дуже наближені.
Ці заперечення не застосовуються, якщо гіпотетична симуляція створена за допомогою гіперкомп'ютера, машини, гіпотетично потужнішої, ніж машина Тюрінга. На жаль, не існує способу з'ясувати, чи можуть комп'ютери, що створили симуляцію, робити те, на що не здатні комп'ютери всередині симуляції. Ніхто не довів, що закони фізики всередині симуляції і зовні, повинні бути однаковими.
Зараз проблема полягає в тому, що абсолютно незрозуміло, що саме необхідно, аби довести, що Всесвіт не є будь-яким видом комп'ютера, що зробило б гіпотезу симуляції нефальсифікованою, а отже, науково неприйнятною, принаймні, за стандартами Поппера.
Усі традиційні комп'ютери, проте, менші, ніж суперкомп'ютер, і гіпотеза симуляції зазвичай розглядається саме в рамках звичайних комп'ютерів, наприклад, машини Тюрінга.
Роджер Пенроуз, англійський математик і фізик, стверджує, що людська свідомість неалгоритмічна, а отже, не може бути змодельована звичайною машиною Тюрінга — різновидом цифрового комп'ютера. Пенроуз висуває гіпотезу, що квантова механіка відіграє ключову роль у розумінні людської свідомості. Він розглядає колапс квантової хвильової функції як одну з важливих складових функціонування мозку.

### Вкладені симуляції
Існування віртуальної реальності неможливо довести в будь-якому конкретному сенсі: будь-які «докази», які безпосередньо можна спостерігати, також можуть бути симуляцією самі по собі. Іншими словами, існує проблема нескінченного регресу аргументації. Навіть якщо ми в змодельованій реальності, немає жодного способу впевнитися, що люди, якіі створили цю симуляцію, самі не перебувають у симуляції, а оператори цієї симуляції теж не є симуляцією.